# 1624 Rabe
Az 1624 Rabe (ideiglenes jelöléssel 1931 TT1) a Naprendszer kisbolygóövében található aszteroida. Karl Wilhelm Reinmuth fedezte fel 1931. október 9-én, Heidelbergben.